# ریشه نام خوزستان
ولادیمیر مینورسکی و سوات سوجک ریشه نام خوزستان را برگرفته از قوم خوزی که بازماندگان ایلامیان هستند، می‌دانند.

## هخامنشیان
خوزستان یعنی سرزمین مردمان خوزی یا هوزی. در سنگ‌نوشته‌های پارسی باستان که مربوط به ۲۵۰۰ سال پیش هستند برای نامیدن سرزمین ایلام (یعنی منطقهٔ جنوب غربی ایران امروز و دربردارندهٔ خورستان امروز) واژه‌های -ʰŪja و -ʰŪvja به کار رفته است. این واژه‌ها ۲۴ بار در سنگ‌نوشته‌های داریوش بزرگ و یک بار در سنگ‌نوشته‌ای از خشایارشا ثبت شده‌اند. همین واژهٔ -ʰŪja است که در زبان فارسی تبدیل به خوز شده است.
واژه‌های -ʰŪjiya و -ʰŪvjiya نیز ۷ بار در سنگنوشته‌های داریوش بزرگ به کار رفته‌اند که در واقع صفت و به معنای «خوزی یعنی اهل سرزمین -ʰŪja و -ʰŪvja» هستند. همین واژهٔ -ʰŪjiya است که در زبان فارسی تبدیل به خوزی شده است.
استرابون و پلینیوس از خوزستان به اسم اوکسی نام می‌برند. این استان با عیلامیان باستان و شوش کم و بیش مرتبط است. نام اهواز، شوش و هویزه منعکس‌کننده شهروندان این منطقه در زمان عیلامیان بوده‌است.

## در متون پهلوی و اشکانی
نام استان خوزستان در فارسی میانه (یا همان پهلوی ساسانی) و نیز در پارتی (یعنی همان پهلوی اشکانی) به صورت hūjestān (یعنی هوجِستان) یا hūžestān (یعنی هوژِستان) آمده است.
بخشی از متنی پارتی بر روی دستنویس مانوی M 5569 که از زمان و مکان مرگ مانی می‌گوید و در سدهٔ سوم میلادی (یعنی سیصد سال پیش از اسلام) نوشته شده است:
 pad čafār saxt šahrewar māh, šahrewar rōž, dōšambat, ud ēwandas žamān, andar awestām ī hūžistān, ud šahrestān če bēlābād, kaδ ahrāmād hō pidar rōšn
ترجمه فارسی:
 چهار روز گذشته از شهریورماه، روزِ شهریور، روز دوشنبه، ساعت یازده، در استان خوزستان و در شهر بیت لاپاط [یعنی همان گندی‌شاپور]، که پدر روشنایی [یعنی مانی] عروج کرد . . .

## در متون اسلامی
به گفته سوات سوجک در کتاب‌های تاریخ کلاسیک اسلامی، نام این استان خوزستان بود. ابن حوقل- جغرافی دان سده ۱۰ میلادی - در کتاب خودش صورت الارض در فصلی جداگانه این استان را همراه با نقشه توصیف می‌کند و یاقوت در سده ۱۳ میلادی در مجعم البلدان جزئیاتی از استان خوزستان نوشته‌است.
ابن خردادبه نظر دیگری دربارهٔ نام اهواز دارد. او نه فقط اهواز بلکه کل موقعیت جغرافیایی خوزستان امروزی را اهواز می‌داند. (متوفای حدود ۳۰۰ ق) خوزستان را با همان اهواز یکی می‌داند و آنجا را سرزمینی وسیع، مشتمل بر هفت کوره برمی‌شمارد و به آن اکوار الاهواز می‌گوید. سبب وجود همین هفت کوره در این سرزمین، عضدالدوله دیلمی، آنجا را اقلیم هفت حوزه نام گذارده تا آنجا که مقدسی در سده چهارم هجری، از رواج این نام خبر داده و پیروی خود را از آن، اعلام می‌دارد. همچنین او یادآور می‌شود که برخی از این حوزه‌ها از میان رفته‌است.